# Punctelia ulophylla
Punctelia ulophylla är en lavart som först beskrevs av Erik Acharius, och fick sitt nu gällande namn av Herk & Aptroot. Punctelia ulophylla ingår i släktet Punctelia och familjen Parmeliaceae.   Inga underarter finns listade i Catalogue of Life.